# 阿野真拓
阿野 真拓（あの まひろ、2003年8月30日 - ）は、栃木県下野市出身のプロサッカー選手。J3・テゲバジャーロ宮崎所属。ポジションは、ミッドフィールダー（MF）。

## 来歴
ヴェルディS.S.小山ジュニアユースから東京ヴェルディユースへ加入し、高校1年次からチームの主力を担った。また2019年、U-16日本代表候補に選出された。2020年1月、ユースから飛び級でトップチームへ昇格した。
2020年8月12日、アビスパ福岡戦に途中出場し、Jリーグデビューを果たした。
2022年8月14日、福井ユナイテッドFCに育成型期限付き移籍。
2024年1月12日、福井ユナイテッドへの育成型期限付き移籍期間満了とテゲバジャーロ宮崎への期限付き移籍が発表された。
同年5月25日、天皇杯1回戦・川副クラブ戦で公式戦初ゴール。6月12日に行われた同2回戦・ジュビロ磐田戦では同点ゴールを挙げ、チームの逆転勝利のきっかけを作った。6月22日、J3第18節・カマタマーレ讃岐戦でJリーグ初ゴールを挙げた。
12月16日、完全移籍移行する事が発表された。

## 所属クラブ
- 南河内サッカースポーツ少年団
- ヴェルディサッカースクール小山ジュニアユース
- 東京ヴェルディ1969ユース
- 2020年 - 2024年  東京ヴェルディ
  - 2022年8月 - 2023年  福井ユナイテッドFC（期限付き移籍）
  - 2024年  テゲバジャーロ宮崎 （期限付き移籍）
- 2025年 -  テゲバジャーロ宮崎

## 個人成績
| 国内大会個人成績 | 国内大会個人成績 | 国内大会個人成績 | 国内大会個人成績 | 国内大会個人成績 | 国内大会個人成績 | 国内大会個人成績 | 国内大会個人成績 | 国内大会個人成績 | 国内大会個人成績 | 国内大会個人成績 | 国内大会個人成績 |
| 年度             | クラブ           | 背番号           | リーグ           | リーグ戦         | リーグ戦         | リーグ杯         | リーグ杯         | オープン杯       | オープン杯       | 期間通算         | 期間通算         |
| 年度             | クラブ           | 背番号           | リーグ           | 出場             | 得点             | 出場             | 得点             | 出場             | 得点             | 出場             | 得点             |
| 日本             | 日本             | 日本             | 日本             | リーグ戦         | リーグ戦         | リーグ杯         | リーグ杯         | 天皇杯           | 天皇杯           | 期間通算         | 期間通算         |
| ---------------- | ---------------- | ---------------- | ---------------- | ---------------- | ---------------- | ---------------- | ---------------- | ---------------- | ---------------- | ---------------- | ---------------- |
| 2020             | 東京V            | 30               | J2               | 2                | 0                | -                | -                | -                | -                | 2                | 0                |
| 2021             | 東京V            | 20               | J2               | 8                | 0                | -                | -                | 0                | 0                | 8                | 0                |
| 2022             | 東京V            | 20               | J2               | 17               | 0                | -                | -                | 1                | 0                | 18               | 0                |
| 2022             | 福井             | 19               | 北信越1部        | 4                | 1                | -                | -                | -                | -                | 4                | 1                |
| 2023             | 福井             | 19               | 北信越1部        | 14               | 7                | -                | -                | 1                | 0                | 15               | 7                |
| 2024             | 宮崎             | 20               | J3               | 35               | 3                | 1                | 0                | 2                | 2                | 38               | 5                |
| 2025             | 宮崎             | 20               | J3               |                  |                  |                  |                  |                  |                  |                  |                  |
| 通算             | 日本             | 日本             | J2               | 27               | 0                | -                | -                | 1                | 0                | 28               | 0                |
| 通算             | 日本             | 日本             | J3               | 35               | 3                | 1                | 0                | 2                | 2                | 38               | 5                |
| 通算             | 日本             | 日本             | 北信越1部        | 18               | 8                | -                | -                | 1                | 0                | 19               | 8                |
| 総通算           | 総通算           | 総通算           | 総通算           | 80               | 11               | 1                | 0                | 4                | 2                | 85               | 13               |

その他公式戦出場
- 全国地域CL(2023年) 3試合1得点

出場歴
- Jリーグ初出場 - 2020年8月12日 J2第11節 vsアビスパ福岡（ベスト電器スタジアム）
- 公式戦初ゴール - 2024年5月25日 天皇杯 JFA 第104回全日本サッカー選手権大会1回戦 vs川副クラブ（いちご）
- Jリーグ初ゴール - 2024年6月22日 J3第18節 vsカマタマーレ讃岐（いちご）

## 代表歴
- U-16日本代表候補
- U-19日本代表（2022年）

## 受賞歴
- J3月間ヤングプレーヤー賞 （2024年9月）